# Ura-Tarḫunta
Ura-Tarḫunta (luwisch: „Tarḫunt ist groß“) war ein König des Šeḫa-Flusslandes und Appawiyas um die Mitte des 14. Jahrhunderts v. Chr. Nach dem Tode seines Vaters Muwawalwi vertrieb er seinen rechtmäßig als König eingesetzten Bruder Manapa-Tarḫunta. Dieser floh nach Karkiša und erhielt Unterstützung von den Hethitern, die ihn wieder in die Herrschaft einsetzten.